# 井村雅代
井村 雅代（いむら（旧姓：福井、ふくい） まさよ、1950年8月16日 - ）は、日本、中国、イギリスのアーティスティックスイミングの指導者、元選手。一般社団法人井村アーティスティックスイミング 代表理事。大阪府出身。

## 人物・来歴
小学校の頃から大阪府堺市の浜寺水練学校で水泳を習い、中学生になってシンクロを始めた。大阪府立生野高等学校、天理大学を卒業。選手としては日本選手権で二度優勝し、公開競技として行われた1972年ミュンヘンオリンピックに出場した。
教員免許を取り、地方公務員として大阪市内の中学校（大阪市立喜連中学校、大阪市立住吉中学校）などで1974年（昭和49年）より保健体育科の教諭を務める傍ら、1975年（昭和50年）より古巣の浜寺水練学校に請われる形でシンクロ指導者としての活動を開始（教職は1981年に退職している。尚、1977年に同僚の体育科教諭と結婚、これを機に現在の井村姓となった）。
1978年（昭和53年）からは日本代表コーチに就任、更に1985年（昭和60年）からは大阪府内に自身が代表を務める「井村シンクロクラブ」（現：井村アーティスティックスイミング）を創設、競技者育成を行い独特のスパルタ式指導法で世界的な選手を次々と育てた。
長年日本のアーティスティックスイミング界を牽引し、基礎を築いた代表的な指導者としての実績や功績の大きさから井村は「（日本の）シンクロ界の母」と称された。また、厳しい指導の一方で、選手に対して手書きのメッセージで激励するなど、選手に対して、愛情を注ぐことを忘れなかったエピソードがある。
「井村シンクロクラブ」を創設した直後は専用プールもなく、独立前にコーチとして属していた浜寺水練学校との軋轢により「井村にプールを貸すな」という通達が出ていたため、シンクロのできる深いプールを求めて選手を引き連れ大阪中を駆けめぐり、片道2時間以上もかけて練習に通うなど非常に苦労した。また、元のクラブ時代に1984年ロサンゼルスオリンピックの日本代表コーチとしてソロ、デュエットで日本初の銅メダル獲得に貢献したが独立後もそれと同等の結果を出すことを目標としており、独立から7年後の1992年バルセロナオリンピックでクラブの一員の奥野史子がソロ、デュエット（奥野・高山ペア）で銅メダルを獲得し目標を達成した。
2004年アテネオリンピック終了後、日本代表コーチを退任した。
アテネオリンピック後、2008年北京オリンピックに向けアーティスティックスイミング中国代表チームの監督に就任した。長年に渡って日本代表のコーチを務め、日本チームを知り尽くしている井村がライバルである他国代表チームの監督に就いたことについて、日本国内には批判的な意見もあったが、批判に耐えて選手を指導し、オリンピックメダリストを育成。中国においても「中国シンクロチームの母」として知られた。北京オリンピック後の2008年9月、契約終了にともない中国代表チームの監督を退任。その後は井村シンクロクラブで指導を行いつつ、日本や中国での講演活動も行った。
一方、教師出身という経歴や、多数の優れた選手たちを独特の指導法により世に送り出した功を買われる形で、1996年から2008年まで3期12年にわたり大阪府教育委員を務めたが、3期目末期に当時の大阪府知事・橋下徹と府内の教育改革に関して意見が対立。橋下から再任を拒否される形で2008年をもって教育委員の職を辞している。その後、2009年9月1日より、この年6月の市長選挙で初当選し、井村と兼ねてより面識のあった松原市の市長・澤井宏文からの要請を受けて、同市の教育委員長に就任。2013年8月末をもってコーチ職多忙のため任期満了をもって委員長職を辞したが、その後も同委員の職には留まり、同市の教育行政に関わり続けている。
2009年2月、NHK教育「知るを楽しむ 人生の歩き方」に「わたしはあきらめへん」と言うタイトルでシンクロをメインとした半生を語った。
2010年9月、5ヵ国からオファーを受け中国代表のヘッドコーチに復帰し、2012年8月のロンドンオリンピックで同チームのデュエット銅メダル・チーム銀メダルに導いた。
2013年5月、イギリス代表のコーチに就任し、2ヶ月半の指導で世界水泳選手権デュエットのテクニカルルーティンとソロのフリールーティンを8位に導いた。
2014年2月、日本代表のコーチに復帰した。2014年アジア競技大会では、採点方法が前年度から変更され、各国が点数を落とした中、日本は2013年世界選手権を上回る得点を記録した。
2015年1月には、日本水連から2016年リオデジャネイロオリンピックのヘッドコーチに井村を起用することを正式に承認された。
2016年8月、リオデジャネイロオリンピックにおいて、井村の指導を受けたシンクロ日本代表は、デュエットとチームで復活を告げる銅メダルを獲得した。デュエットは北京オリンピック以来2大会振り、チームはアテネオリンピック以来3大会振りのメダル獲得となった。
その後、世界の大型化と対抗すべく、身長165cmを超える大型選手とジャンパーとして育成してきた京極おきなを選抜し技術を叩きこむも、2019年世界水泳では五輪種目全てでウクライナに次ぐ4位と大惨敗に終わった。
2021年8月、集大成となる東京オリンピックでも世界の序列を覆すことはできず、デュエット・チーム共にウクライナに敗れ4位。自身が携わったオリンピックでは10大会目にして初めてメダルなしに終わった。井村は「次の舞台は若いコーチに譲るべき。このスリルとドキドキ感を味わっていただきたい。オリンピックはコーチ冥利に尽きるが、独り占めしたらあかん」と勇退を明言した。
オリンピックの閉会式では、代表選手たちがテレビカメラに向けて「開催して下さりありがとうございました」のメッセージ入りの日の丸を掲げたことで話題となったが、それは井村の提案であった。
しかし、のちに井村は、2021年6月に日本水泳連盟理事の本間三和子から「今度の東京五輪で最後にしてください」と突然退任要請を告げられていたことを明かしており、「こんなもんやなと。14年に（ヘッドコーチ就任を）頼んでおいて、失礼やなと思った」と語っている。
その後、愛弟子の乾友紀子が現役続行を表明し、翌年に福岡市で開催される世界水泳でソロ種目に注力していくと表明したことを受けて、井村もサポートする意向を示した。
2022年6月22日の水泳・世界選手権で、アーティスティックスイミング（AS）のソロ・フリールーティン（FR）決勝では、乾友紀子（井村ク）が金メダルを獲得し、テクニカルルーティン（TR）に続いて世界一に輝いた。この快挙を受けて、乾と井村は朝日新聞のインタビューを受けた。
2023年10月、ベストへア2023 70代の部を受賞した。

## 井村の指導者としての世界大会のメダル受賞歴
- 1984年 - ロサンゼルスオリンピック　シンクロ正式競技化、元好三和子・木村さえ子組でデュエット種目銅メダル。
- 1988年 - ソウルオリンピック　小谷実可子・田中京組でデュエット種目銅メダル。
- 1992年 - バルセロナオリンピック　奥野史子でソロ種目銅メダル。
- 1996年 - アトランタオリンピック　チーム種目（8人制）銅メダル。
- 2000年 - シドニーオリンピック　デュエット種目の立花美哉・武田美保組、チーム種目それぞれ銀メダル。
- 2001年 - 世界選手権福岡大会　立花・武田組デュエット種目で世界大会初の日本人金メダル。
- 2004年 - アテネオリンピック　デュエット種目の立花・武田組、チーム種目それぞれ銀メダル。
- 2008年 - 北京オリンピック　中国代表、チーム種目銅メダル。
- 2012年 - ロンドンオリンピック　中国代表、デュエット種目銅メダル、チーム種目銀メダル。
- 2015年 - 世界選手権カザン大会　日本代表、乾友紀子・三井梨紗子組デュエット・テクニカルルーティン銅メダル、チーム種目テクニカルルーティン、チーム種目フリールーティン、チーム種目フリーコンビネーションそれぞれ銅メダル。
- 2016年 - リオデジャネイロオリンピック　デュエット種目の乾・三井組、チーム種目それぞれ銅メダル。
- 2022年 - 世界選手権ブダペスト大会　乾がソロでテクニカルルーティン、フリールーティンそれぞれ金メダル。ソロ種目の世界選手権金メダルは日本初。

## 著書
- 『教える力―私はなぜ中国チームのコーチになったのか 』 （聞き手 松井久子） 新潮社、2013年。ISBN 4103339314
- 『あなたが変わるまで、わたしはあきらめない―努力する心の育て方』（Writing 松瀬学） 光文社知恵の森文庫、2012年。ISBN  4334786057
- 『愛があるなら叱りなさい 』 幻冬舎、2001年。ISBN 4344000986

### 共著
- 井村雅代、五明みさ子、宇津木妙子 『女は女が強くする』 草思社、2001年。ISBN 479421068X

## 井村が指導した選手
| - 藤井来夏 - 藤丸真世 - 原田早穂 - 川嶋奈緒子 - 鈴木絵美子 | - 巽樹理 - 米田容子 - 青木愛 - 小村恵里佳 - 小林千紗 | - 乾友紀子 - 計盛光 - 蔣文文 - 蔣婷婷 |